# 金斯利 (肯塔基州)
金斯利（英語：Kingsley），是美国肯塔基州的一座城市。面积约为0.3平方公里（0.1平方英里）。根据2010年美国人口普查，该市的人口为381人。